# Октябрьский район (Тульская область)
Октябрьский район — административно-территориальная единица в составе Московской и Тульской областей РСФСР, существовавшая в 1935—1958 годах. Административный центр — Шилово.
Октябрьский район был образован 2 марта 1935 года в составе Московской области из части территории Ефремовского района. В состав Октябрьского района вошли Дубровский, Замарайский, Кобылинский, Козьинский, Кольцовский, Кочергинский, Лавровский, Новинский, Октябрьский, Сторожинский, Ступинский, Хомяковский, Шиловский и Яндовский сельсоветы.
26 сентября 1937 года Октябрьский район был передан Тульской области.
29 мая 1958 года Октябрьский район был упразднён, а его территория передана в Ефремовский район.